# Leipzig-Liebertwolkwitz
Liebertwolkwitz est un quartier de Leipzig en Allemagne.
Fondé en 1040, le village est intégré à la ville depuis le 1er janvier 1999.
Il est le lieu des deux points culminant naturels de Leipzig, le Monarchenhügel (« le monticule des monarques » ; 159 m.) où la Bataille de Leipzig a fait rage en octobre 1813, et Galgenberg (« la montagne de la potence » ; 163 m.)

## Géographie
Le quartier se situe à la frontière sud-est de Leipzig.
| Leipzig-Meusdorf | Leipzig-Holzhausen |           |
| Markkleeberg     | Leipzig-Seehausen  | Großpösna |
|                  | Großpösna          |           |

## Population
Le quartier comptait 5 300 habitants le 1er janvier 2017 selon le registre des déclarations domiciliaires, c'est-à-dire 572 hab./km2.

## Histoire

### Origines
La première trace survivante du lieu, alors identifié comme « Niwolkesthorp », date de 1040. Il est toutefois probable qu'il soit né au VIIe siècle ou VIIIe siècle, en tant que colonie slave.

### Église
L'église romane fut détruite par un incendie en 1575. Elle fut remplacée par une structure rectangulaire dotée d'une tour massive à son extrémité ouest. En 1702, cette tour fut reconstruite dans le style baroque, ce qui la rendit plus haute et plus décorée.

### La bataille de Leipzig (1813)

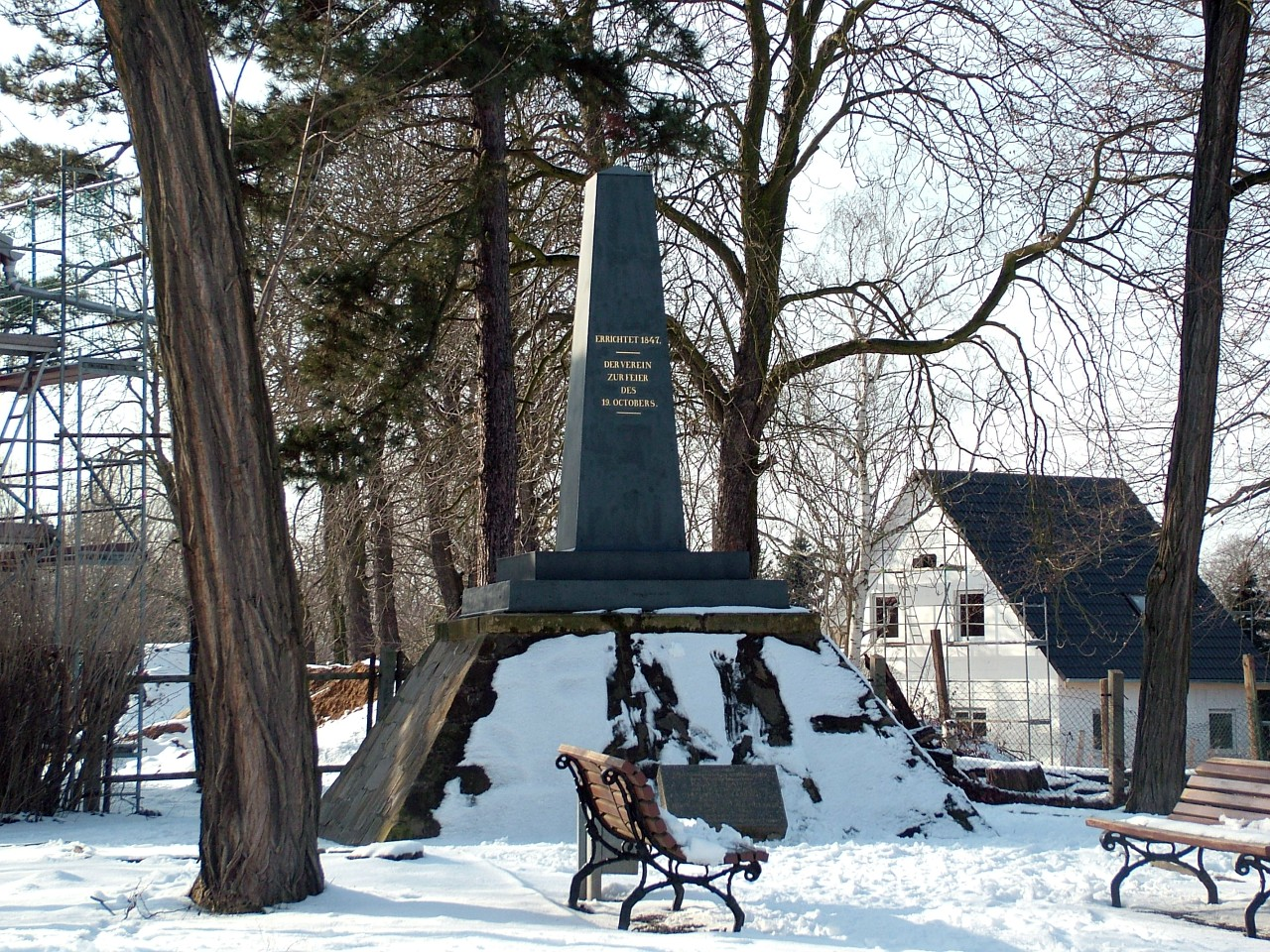
Memorial sur le Monarchenhügel (2006)

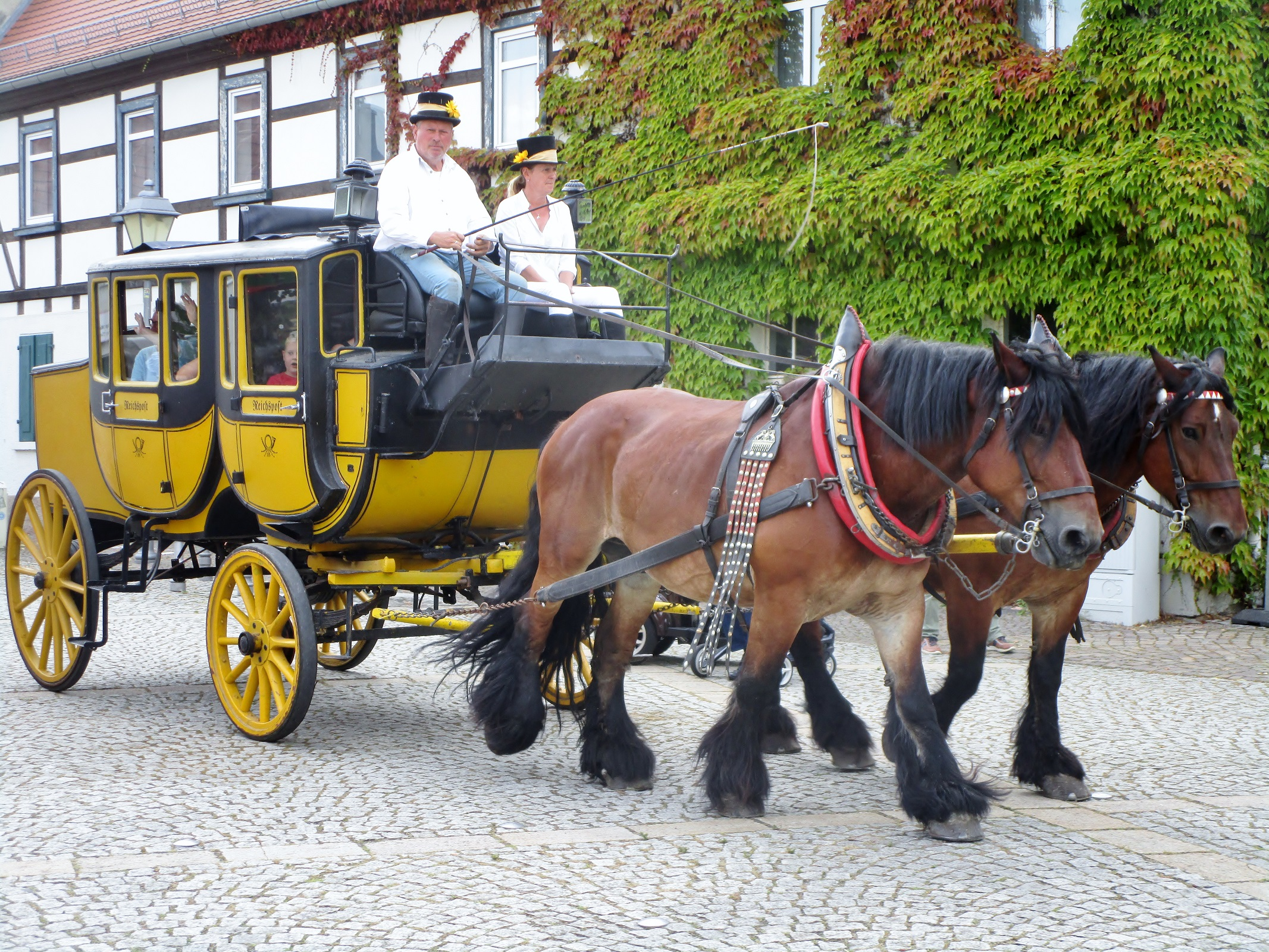
Diligence historique au festival d'histoire de Liebertwolkwitz

Le Monarchenhügel, qui fait partie des hauteurs du territoire de Liebertwolkwitz, revêt une importance historique particulière. C'est d'ici, en octobre 1813, alors que les combats atteignaient leur paroxysme, que François Ier (empereur d'Autriche), Alexandre Ier (empereur de Russie) et Frédéric-Guillaume III (roi de Prusse) dirigeaient leurs armées contre Napoléon Ier lors de la bataille de Leipzig qui dura quatre jours. Les pertes furent élevées des deux côtés, mais la coalition des trois empereurs remporta la victoire, renversant le cours de les guerres napoléoniennes de manière décisive contre les Français. L'une des victimes de la bataille fut un orgue d'église qui avait été construit en 1725 par Zacharias Hildebrandt, un contemporain et ami de Jean-Sébastien Bach.
Deux jours avant le point culminant de la bataille, eut lieu dans la campagne au sud de la ville la bataille de Liebertwolkwitz, un fameux affrontement de cavalerie. Le lieutenant de dragons prussien Guido von der Lippe attaqua le maréchal français Joachim Murat, mal protégé, mais parvint néanmoins à échapper à von Lippe qui fut détourné par un écuyer français, qui fut lui-même tué pendant que Murat s'enfuyait. L'escarmouche fut immortalisée bien plus tard dans un tableau de Richard Knötel.
Il y a aussi un mémorial, érigé en 1852, sur le Galgenberg, la colline qui fut le poste de commandement de Napoléon au début de la bataille et plus tard, brièvement, des trois empereurs de la coalition.

### Développements modernes
Vers 1880, Liebertwolkwitz connut un développement industriel à grande échelle, les procédés de production utilisant les minéraux argileux extraits sur place. Le secteur industriel reste important pour l'économie locale.
En 1908, les bains municipaux ont été construits : aujourd'hui, ils abritent un club de fitness.

## Le nom
Le nom de Liebertwolkwitz, composé de quinze caractères et de quatre syllabes, est souvent raccourci localement en « Wolks » : les habitants peuvent se désigner eux-mêmes sous le nom de « Wolkser ».

## Événement
Liebertwolkwitz - un village en 1813, fête annuelle organisée un week-end d'octobre par la « Hofgenossenschaft Stiftsgut Liebertwolkwitz eG » en mémoire de la vie à l'époque de la Bataille de Leipzig, avec la reconstitution de l'artisanat traditionnel et de la vie au XIXe siècle.

## Jumelage de villes
En 1996, Liebertwolkwitz signe un accord de partenariat avec la commune française des Les Epesses. En juillet 2005, une seconde charte est signée entre le Pays des Herbiers et Leipzig-Liebertwolkwitz.

## Trafic

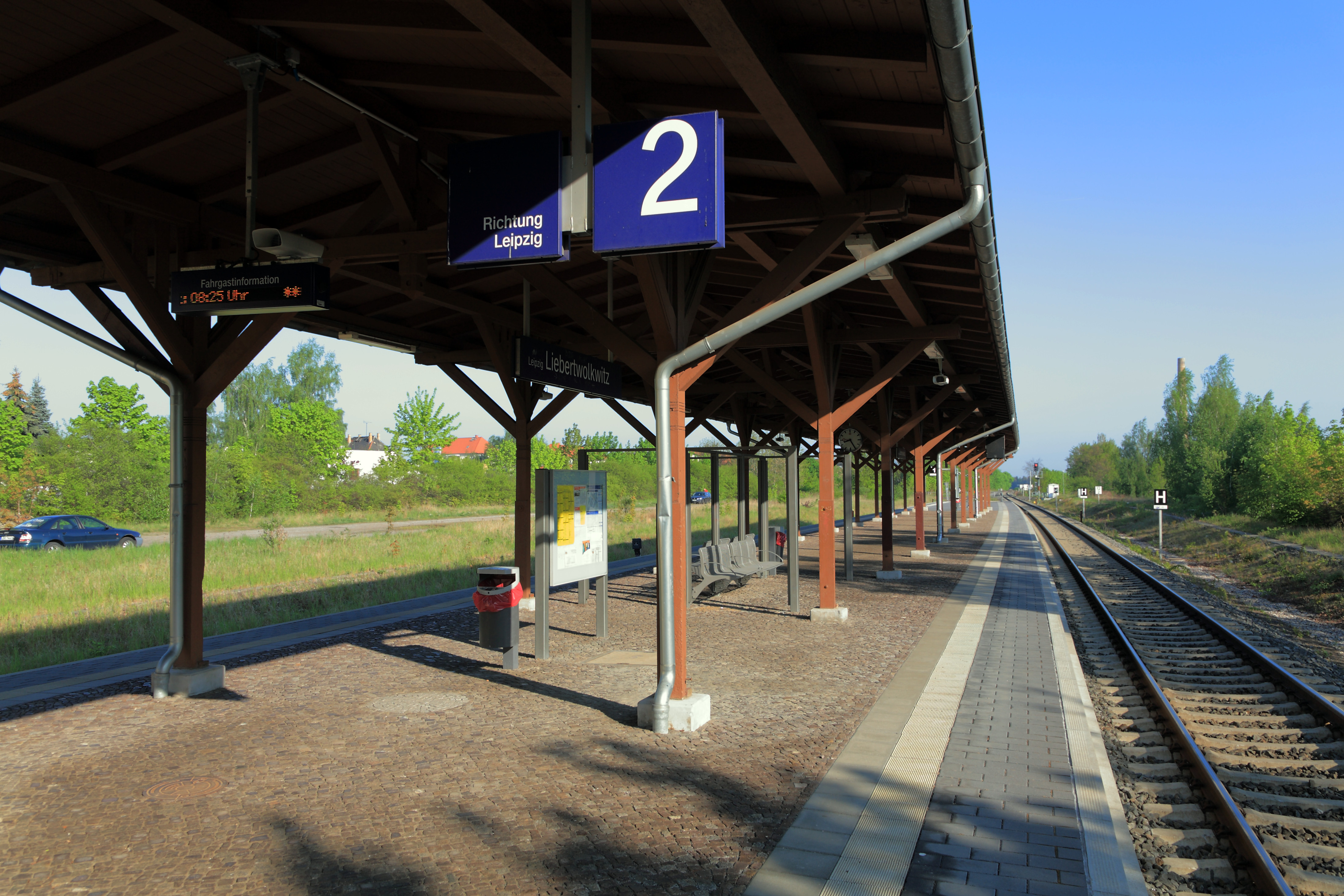
La gare Leipzig-Liebertwolkwitz

La gare Leipzig-Liebertwolkwitz se trouve sur la ligne ferroviaire Leipzig-Geithain, qui fait partie de la liaison longue distance de Leipzig à Chemnitz. La ligne de train régional DB Regio Südost RB 113 relie Liebertwolkwitz à la gare centrale de Leipzig et à Geithain toutes les heures.
Liebertwolkwitz est reliée à plusieurs lignes de bus comme la 690 (Leipzig Hauptbahnhof-Grimma) ou la 172 (Wachau- Sommerfeld / Borsdorf). Le Nightliner N8 circule la nuit.
À partir de 1928, une ligne de tramway circulait entre Liebertwolkwitz et le centre-ville de Leipzig. Il a été raccourci en Leipzig-Meusdorf en 1971.

## Personnalités
- À la fin du XVIIe siècle, le manoir de Liebertwolkwitz fut acquis par le poète-écrivain Heinrich Anselm von Ziegler und Kliphausen (1663–1697), qui mourut ici.
- Le footballeur René Adler est né à Liebertwolkwitz en 1985.
- Le compositeur et luthiste David Kellner (1670–1748) est né à Liebertwolkwitz.